# Бірт Акрес
Бірт А́крес (англ. Birt Acres; нар. 23 липня 1854, Ричмонд — пом. 27 грудня 1918, Лондон) — британський кінорежисер, винахідник домашньої кінокамери.

## Біографія
Батьки Бірта були з Великої Британії. 1895 року разом з Робертом Полем він працював у Великій Британії. Там він зняв ранні фільми Англії.
Акрес був прийнятий до Королівського фотографічного товариства і 14 січня 1896 року зробив свій апарат Кінеоптікон і за допомогою апарату показував свої фільми. У театрі Альгамбра він виступив на сцені соло.

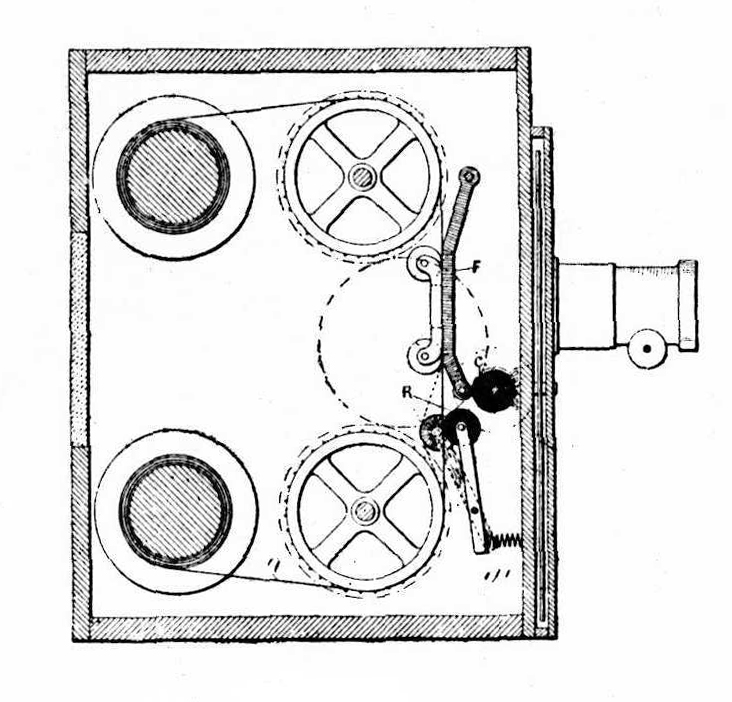
Схема самої першої домашньої кінокамери

## Фільмографія
- Арешт кишенькового злодія — 1895
- Обов'язок сім'ї Ухлан — 1895
- Дербі — 1895
- Німецький імператор йде на захоплення — 1895
- Відкриття Кільського каналу — 1895
- Регата між Оксфордським і Кембриджським університетами — 1895
- Розбурхане море, що спричинило повінь у Дуврі — 1895
- Взуттєва фабрика на Лондон-стріт — 1895
- Том Меррі, комік — 1895
- Боксує кенгуру — 1896
- Бокс — 1896
- Танцювальні дівчата — 1896
- Гольф за 5 центів — 1896
- Приземлення на воду — 1896
- П'єро і його любов — 1896
- Сад графства Суррей — 1896
- Грабіжники — 1896
- Регата Генлі — 1897
- Недружня людина — 1897
- Брітон проти Боура — 1900